# St. Nikolaus (Überlingen)

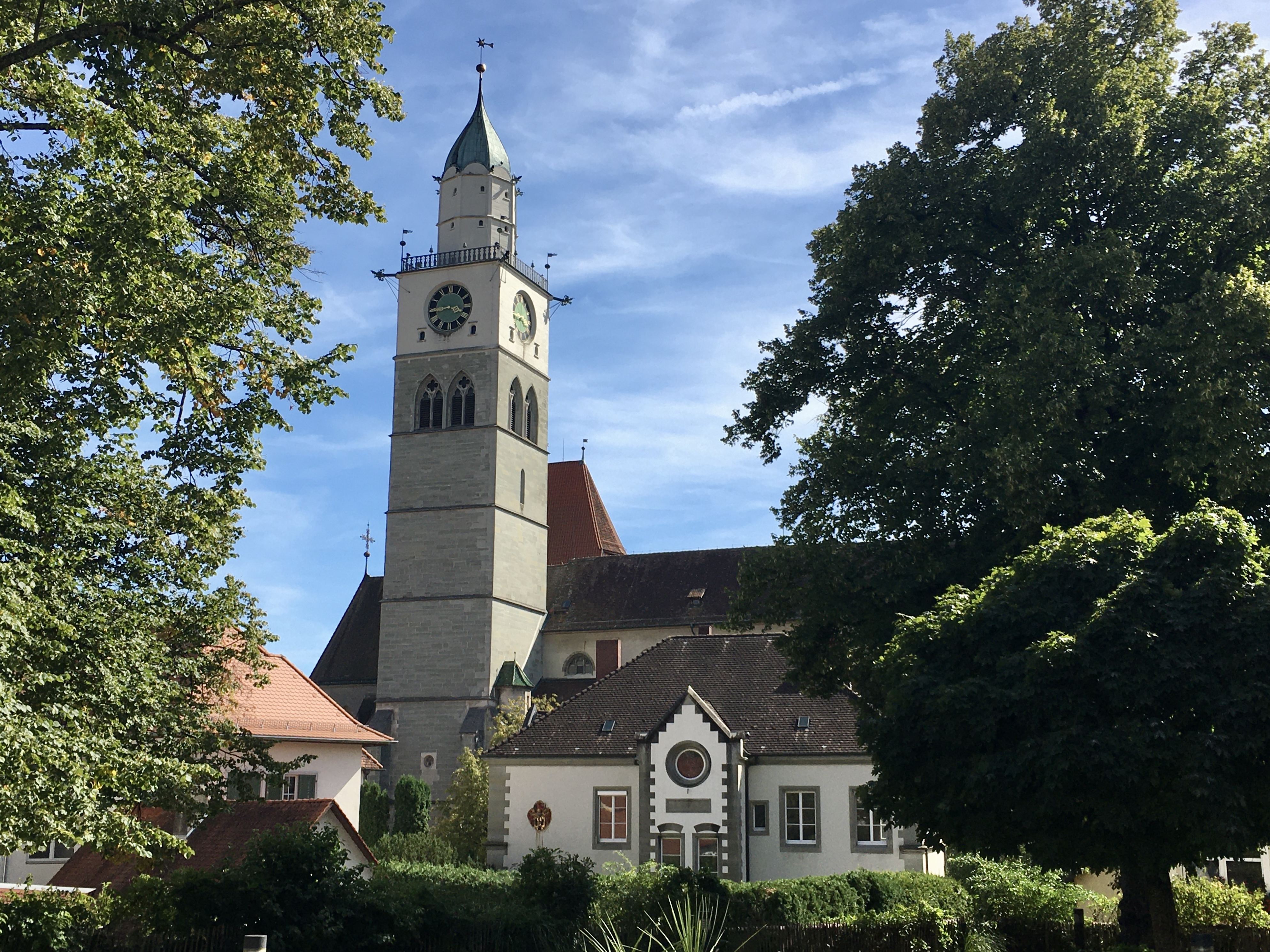
Münster St. Nikolaus zu Überlingen

Das Münster St. Nikolaus ist die Stadtpfarrkirche von Überlingen am Bodensee. Die fünfschiffige Basilika wurde zwischen 1350 und 1576 im Stil der Spätgotik errichtet. Zur Ausstattung des größten spätgotischen Kirchenbaus am Bodensee gehört ein Schnitzaltar von Jörg Zürn, ein Meisterwerk des deutschen Manierismus (1613–1616). Das Münster überragt die historische Altstadt von Überlingen vor allem durch den hohen Nordturm. Der halbkreisförmige Platz nördlich der Kirche war vor 1530 ein Friedhof. Südlich der Kirche steht das 1494 erbaute spätgotische Rathaus der Stadt, das bereits Einflüsse der italienischen Renaissance aufweist.

## Baugeschichte

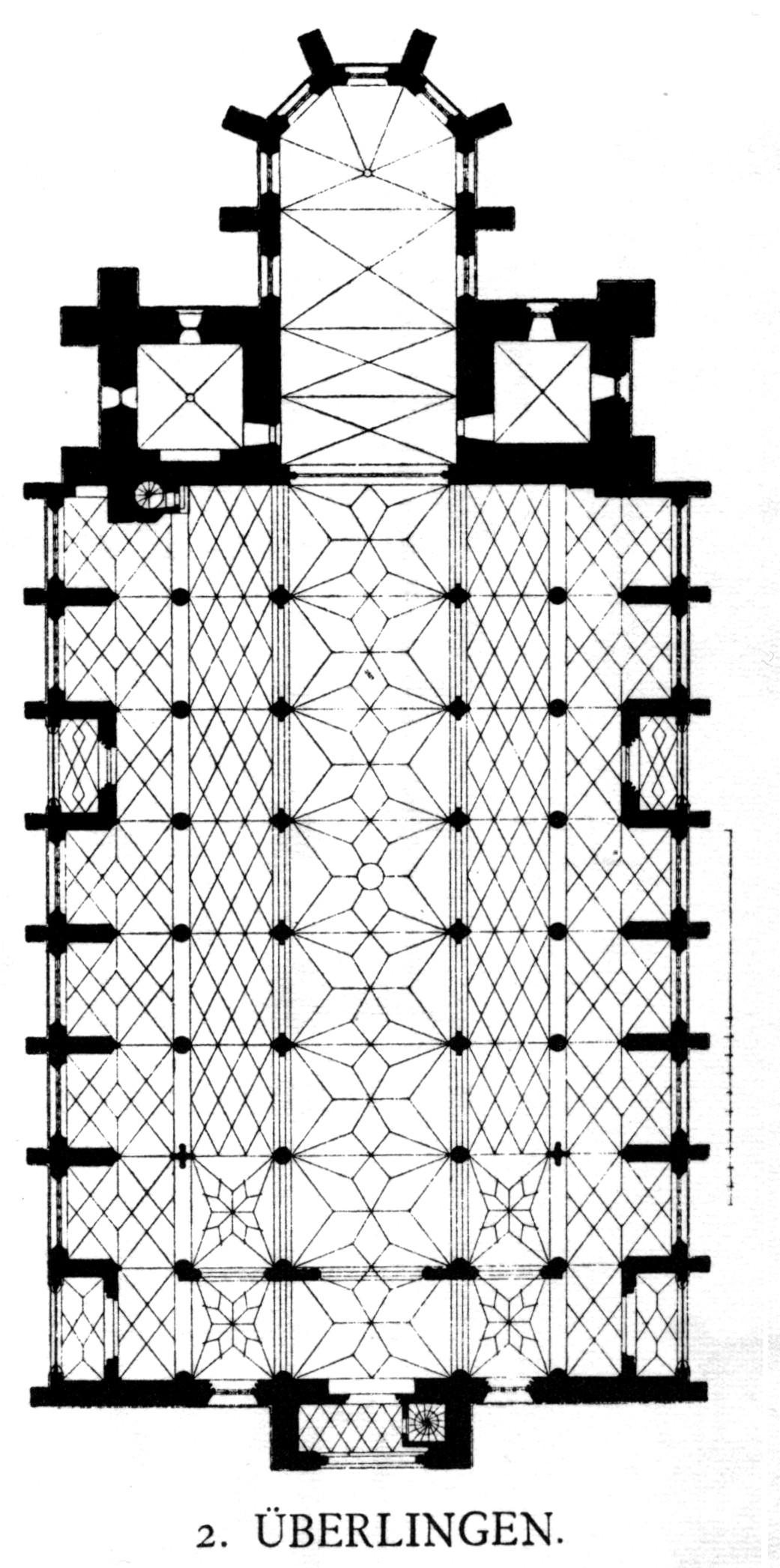
Grundriss des Münsters

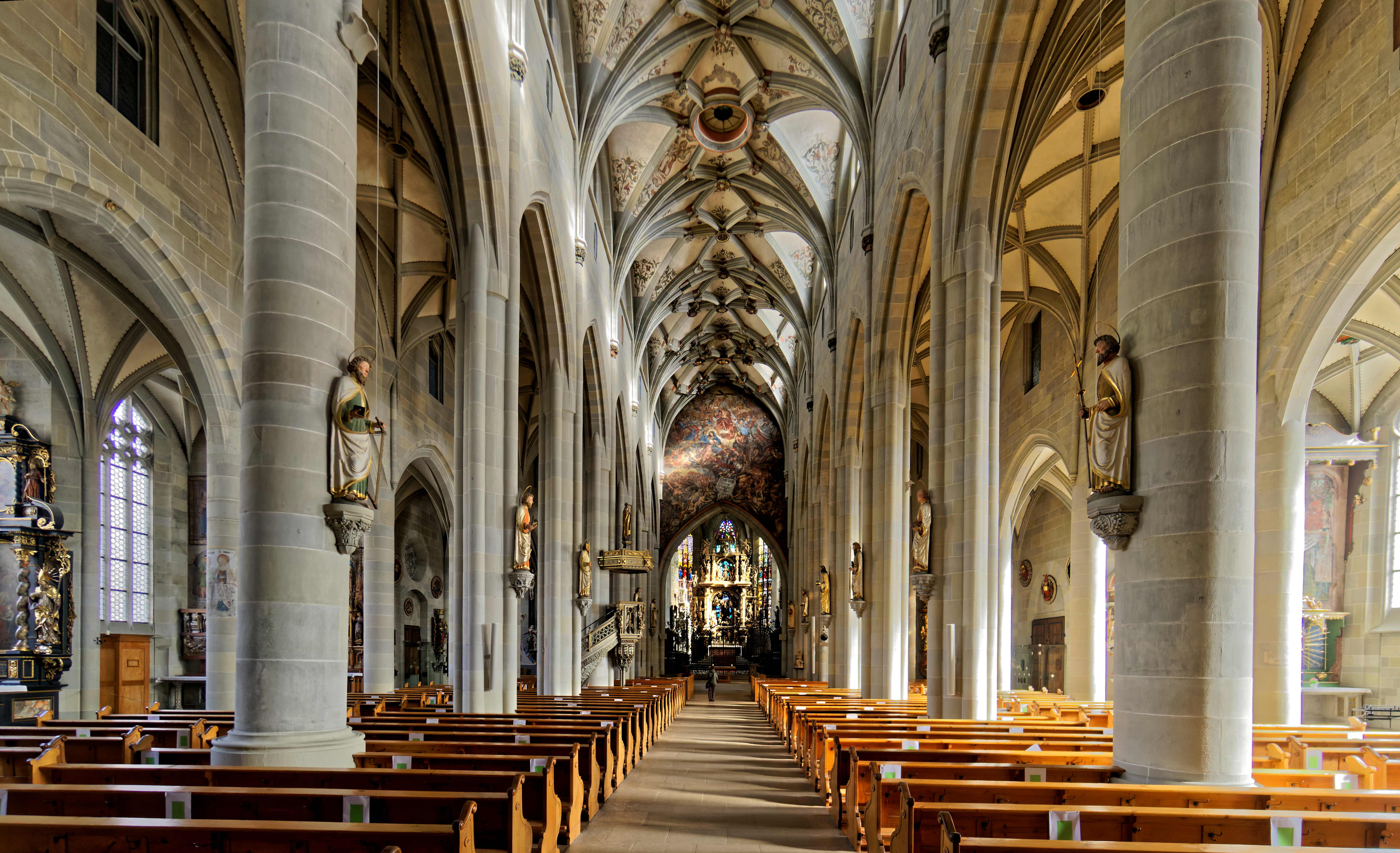
Innenraum des Münsters, Blick in Richtung Hochaltar

Der Ort Überlingen besaß wahrscheinlich schon um das Jahr 1000 eine Saalkirche. Im 12. Jahrhundert wurde sie durch eine längere und dreischiffige Säulenbasilika ersetzt. Beide Bauten waren wahrscheinlich im Stil der Romanik gehalten.
Die ursprüngliche Pfarrkirche Überlingens war die Michaelskirche in Aufkirch außerhalb von Überlingen. Die Michaelskirche wechselte im frühen 14. Jahrhundert mehrfach den Besitzer und büßte ihre Bedeutung ein. Anlässlich des Übergangs der Michaelskirche an den Deutschen Orden 1348 wird die Kirche in Überlingen bereits als Pfarrkirche bezeichnet. 1350 regelte Papst Klemens VI. die kirchlichen Verhältnisse in Überlingen neu und inkorporierte der Überlinger Pfarrkirche die Michaelskirche zu Aufkirch als Filialkirche. Um jene Zeit begann Baumeister Eberhard Rab in der Nikolauskirche mit der Errichtung eines neuen Chorraums in gotischem Stil. Für den Neubau wurde Abbruchmaterial verwendet, das aus im Jahr 1349 eingezogenen Besitzungen von Überlinger Juden stammte. Das Langhaus wurde ebenfalls neu errichtet und am 16. April 1408 durch Weihbischof Hermann von Konstanz geweiht.
Da der Reichtum der Stadt im 14. Jahrhundert wuchs, begann man 1424 mit einem erneuten Neubau des Langhauses. Die benachbarte Reichsabtei Salem hatte soeben das Salemer Münster vollendet; nun begann Überlingen – teilweise unter den gleichen Baumeistern – mit dem Umbau der Stadtkirche zur dreischiffigen Hallenkirche, die kurz darauf sogar zu einer fünfschiffigen Hallenkirche umgebaut werden sollte. Um 1470 wurde die Kirche noch einmal größer, als die Räume zwischen den Strebepfeilern zu Seitenkapellen ausgebaut wurden.
Die letzte Erweiterung zur heutigen Form war der Umbau zur Basilika nach 1512, wobei das Ulmer Münster als Vorbild diente. Dabei wurde das Mittelschiff nach oben erweitert und durch Obergaden ergänzt sowie mit Netzrippengewölben überwölbt. 1563 war die heutige Gestalt des Kirchenbaus vollendet.

### Türme

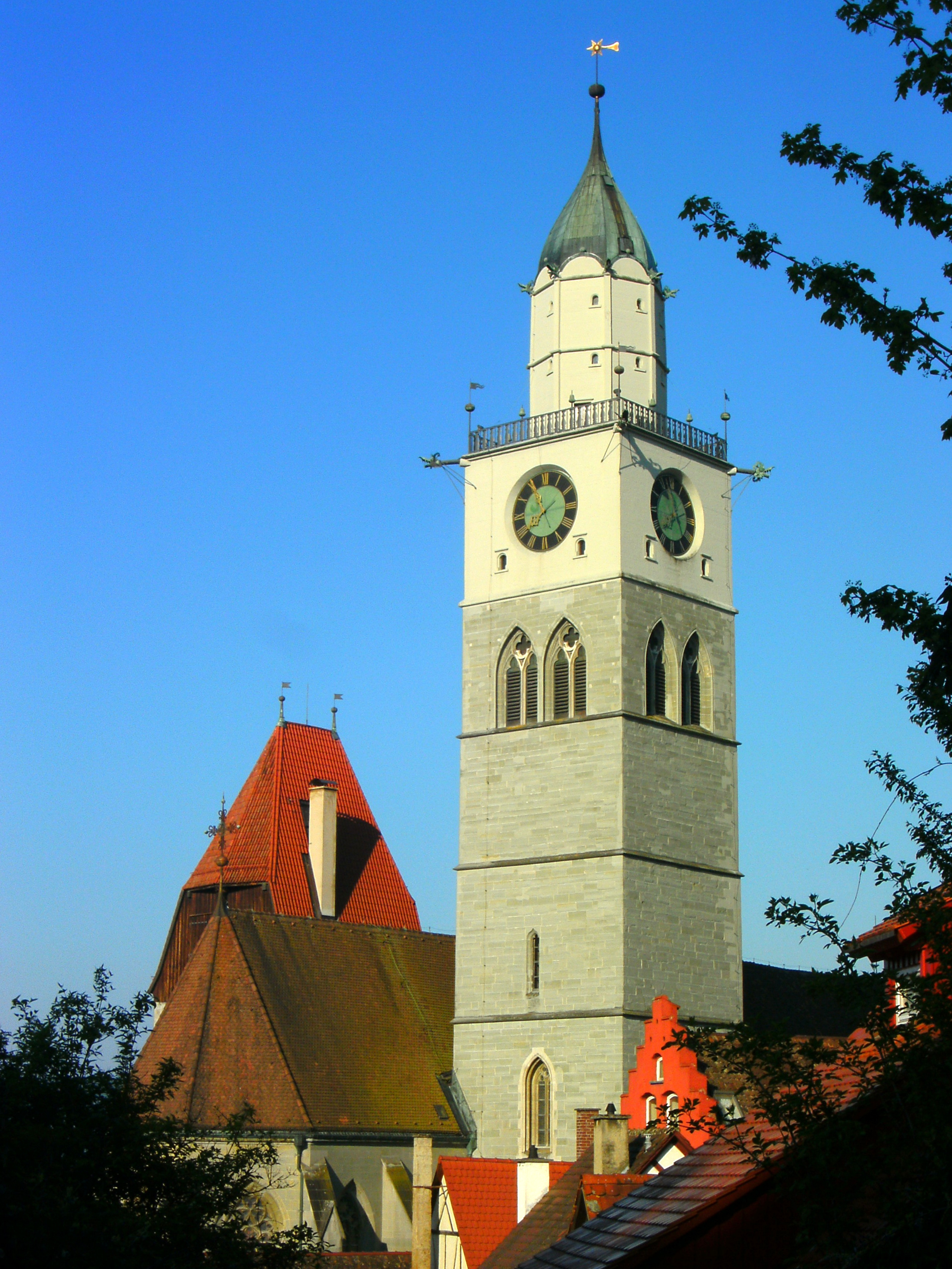
Der Nordturm des Münsters, erbaut aus Bodensee-Sandstein

Ab dem beginnenden 15. Jahrhundert entstanden die beiden Chorflankentürme. Der Bau des Südturms wurde jedoch 1420 unterbrochen und nie vollendet. Gedeckt von einem Krüppelwalmdach, hängt in ihm die 1444 gegossene Osanna-Glocke.
Anders als beim Südturm, gingen die Arbeiten am zweiten Turm, dem Nordturm, weiter. Ihn stellte man zur selben Zeit wie die Chorverlängerung und den Bau des Überlinger Rathauses 1494 vorläufig fertig. Knapp hundert Jahre später, 1574/76, gestaltete man die oberen Geschosse des Nordturms zu seiner heutigen spätgotischen Gestalt um. Das bisherige Pyramidendach brach man bis auf das Glockengeschoss ab und ersetzte es durch neue Etagen in Fachwerkbauweise. Das siebte Geschoss trägt nun eine Plattform über der sich ein achteckiger Dachaufsatz mit abschließender welscher Haube erhebt.
Zur Zeit der Vollendung und Umgestaltung zahlreicher Kirchen im Stil des Historismus Ende des 19. und Anfang des 20. Jahrhunderts wurde auch erwogen, nach Plänen des erzbischöflichen Baudirektors Max Meckel aus Freiburg im Breisgau die beiden Münstertürme neugotisch zu vereinheitlichen. Zu einer Verwirklichung der Pläne kam es jedoch nicht.
Nachdem man 1937 den hölzernen Dachaufsatz des Nordturms restauriert hatte, beschädigte ein Brand zwei Jahre später, am 13. August 1939, die oberen Fachwerkgeschosse schwer, die daraufhin nur notdürftig renoviert wurden. Als im Jahr 1950 der Kirchturm der St. Michaelskirche in Aufkirch einstürzte, sorgte man sich, dass es der Nordturm des Münsters wegen seines sehr schlechten und gefährlichen Zustands dem Turm der Michaelskirche gleichtun und ebenfalls zusammenbrechen könne. Deshalb begann man kurz darauf mit dem Abriss des Dachaufsatzes sowie des darunterliegenden Uhrengeschosses. Die hölzernen, beschädigten Geschosse wurden daraufhin in Beton neu aufgebaut. Bis zum Patrozinium der Kirche, dem Nikolaustag 1951, waren die Arbeiten abgeschlossen.

## Kollegiatstift

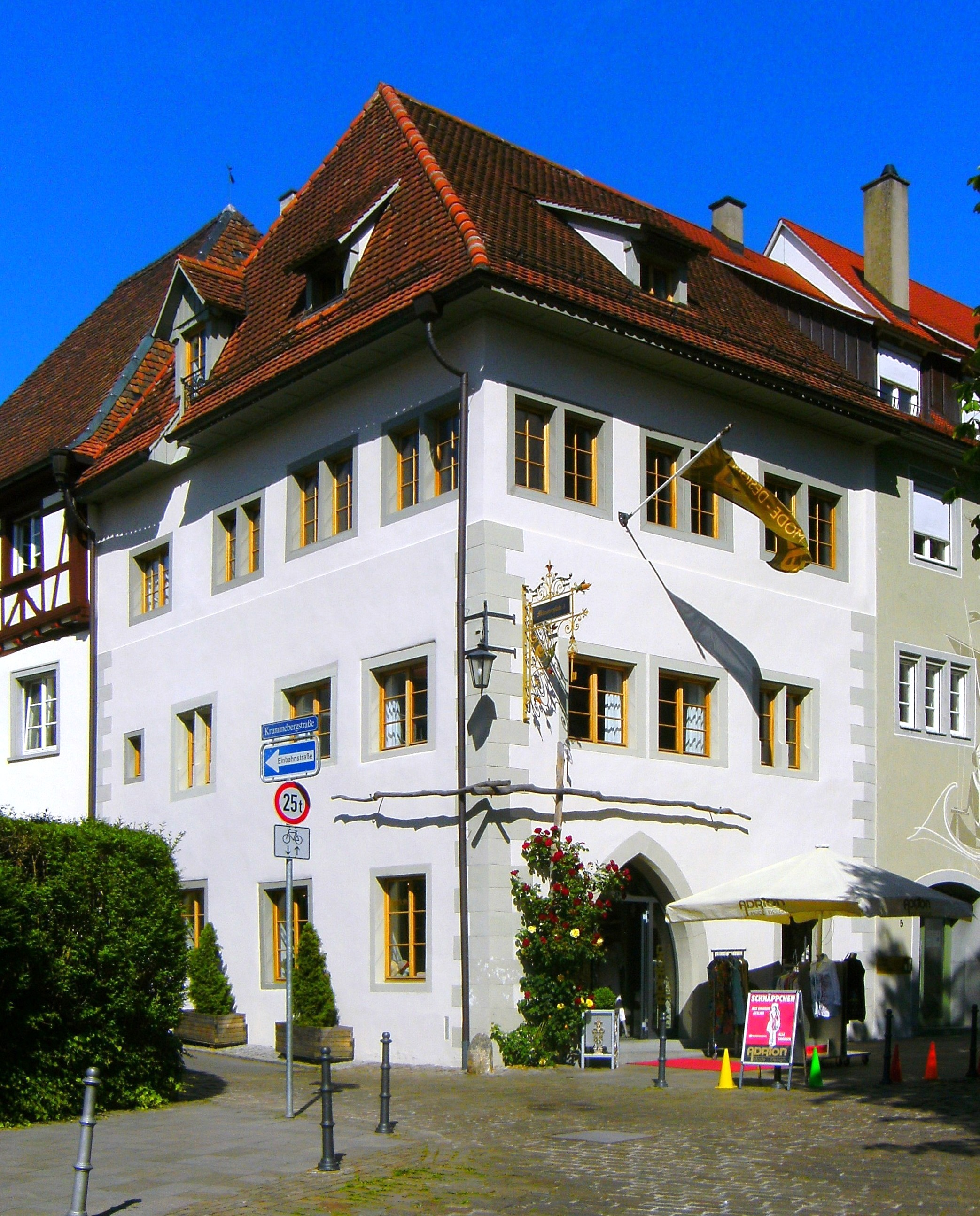
Das ehemalige Pfründhaus des Kollegiatstiftes

Im Jahr 1609 wurde durch die Zusammenlegung der städtischen Pfarrei und der örtlichen Pfründen das Kollegiatstift St. Nikolaus (Ad Sanctum Nicolaum) gegründet. Diese späte Stiftsgründung in der Frühen Neuzeit galt als relativ selten, da Überlingen eine der wenigen Reichsstädte (neben Buchhorn, Pfullendorf und Rottweil) im südwestdeutschen Raum des Heiligen Römischen Reiches war, die während der Reformationszeit beim katholischen Glauben blieb (anders als z. B. Konstanz, Lindau oder Ravensburg). Als Vorbild für die Überlinger Kollegiatstiftung galten die katholisch reformierten Statuten von St. Stephan in Konstanz. Mit der Mediatisierung 1803 löste man das Stift zunächst auf, wobei die endgültige Auflösung erst 1810 durchgeführt wurde, als das Großherzogtum Baden das verbliebene Stiftsvermögen einzog.
Teile der stiftseigenen Bibliothek wurden um 1832, gemeinsam mit den alten Überlinger Klosterbibliotheken (Franziskaner und Kapuziner) und der reichsstädtischen Ratsbibliothek, zur Leopold-Sophien-Bibliothek zusammengelegt. Das (stark umgebaute) ehemalige Pfründhaus des Stiftes befindet sich noch heute am Münsterplatz gegenüber dem Münster. Nach einer umfangreichen Sanierung des, im Kern mittelalterlichen, Gebäudes wurde es im Jahr 2012 mit dem Denkmalschutzpreis Baden-Württemberg ausgezeichnet.

## Ausstattung

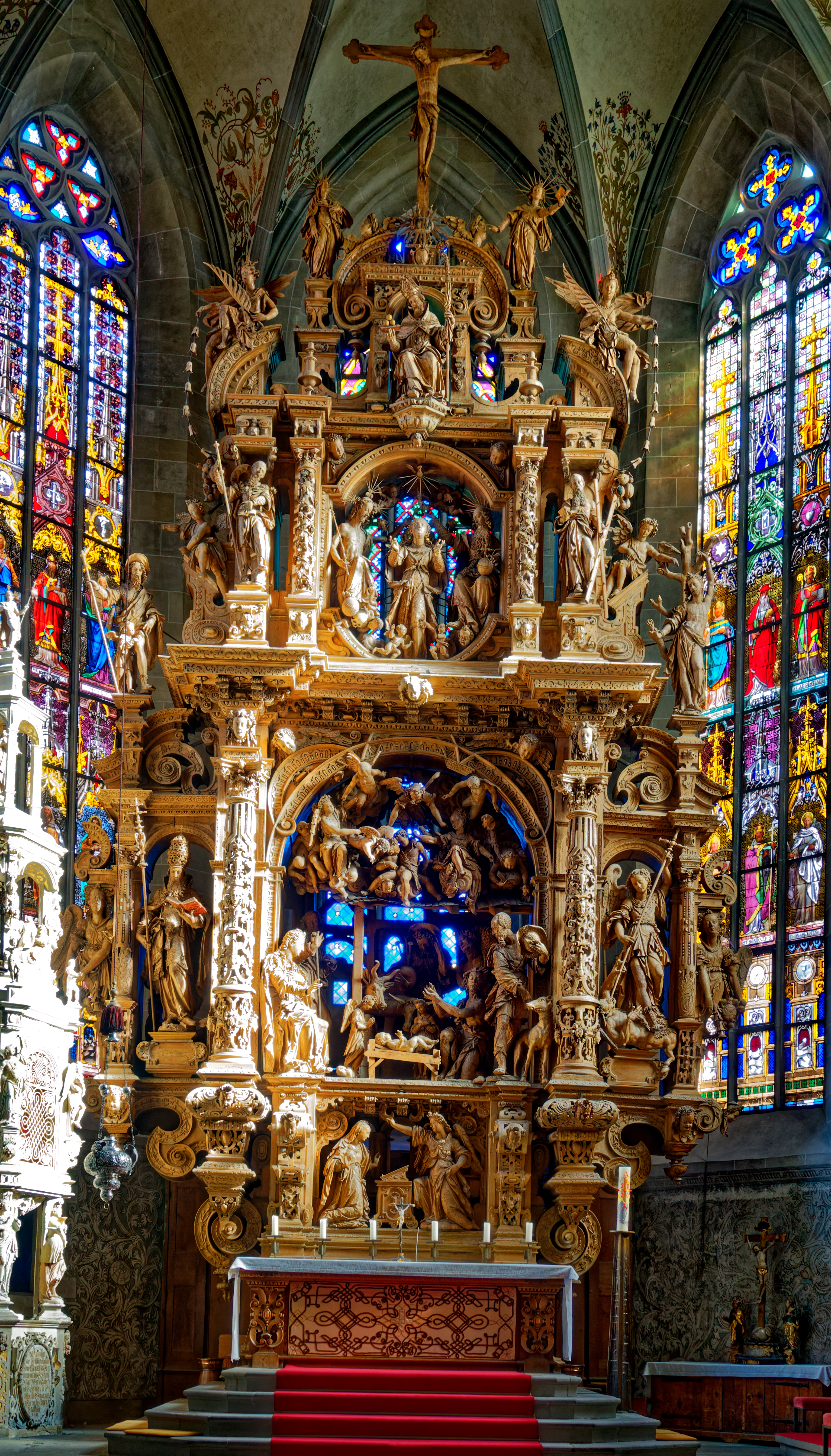
Der Hochaltar von St. Nikolaus

### Altäre
Das überregional bedeutsamste Kunstwerk des Münsters ist der geschnitzte Hochaltar, den der Überlinger Holzschnitzer Jörg Zürn und seine Mitarbeiter von 1613 bis 1616 schufen. Er besteht aus unbemaltem Lindenholz und ist mit 23 lebensgroßen sowie über 50 kleinen Figuren, teilweise in szenischen Darstellungen, dekoriert. Zentral ist die Geburt Christi dargestellt, daneben Heilige und Apostel, darunter Jakobus der Ältere für die Pilger auf dem Jakobsweg sowie Rochus und Sebastian, die die Stadt vor der Pest beschützen sollten. Unterhalb dieser Szene ist die Verkündigung dargestellt, oberhalb die Krönung der Jungfrau Maria. Auf der vierten Ebene, unterhalb des abschließenden Kruzifixes, thront eine Figur des Bischofs Nikolaus von Myra, des Patrons der Kirche.
In den Seitenkapellen des Langhauses stehen 13 weitere Altäre, die aus der Zeit vom 15. bis zum 19. Jahrhundert stammen. Die Altaraufbauten sind zum Teil mit prächtigen Schnitzereien dekoriert. Darunter fällt besonders der Rosenkranzaltar im südlichen Seitenschiff ins Auge, den David Zürn 1631 schnitzte. Eine Holzfigur der Muttergottes ist hier umgeben von 15 szenischen Rundreliefs, die Motive aus dem Rosenkranz-Gebet darstellen. Der Marienaltar, von Westen her der vierte im südlichen Seitenschiff, ist nach dem Hochaltar das bedeutendste Kunstwerk im Münster; es handelt sich um das erste Werk des Holzschnitzers Jörg Zürn in Überlingen (1607–1610).
Vom Überlinger Künstler Josef Eberle stammen zudem der Kinderfreund-Altar und der Herz-Jesu-Altar. Einer der beiden steht rechts neben dem Hochaltar, der andere in einer der Seitenkapellen.

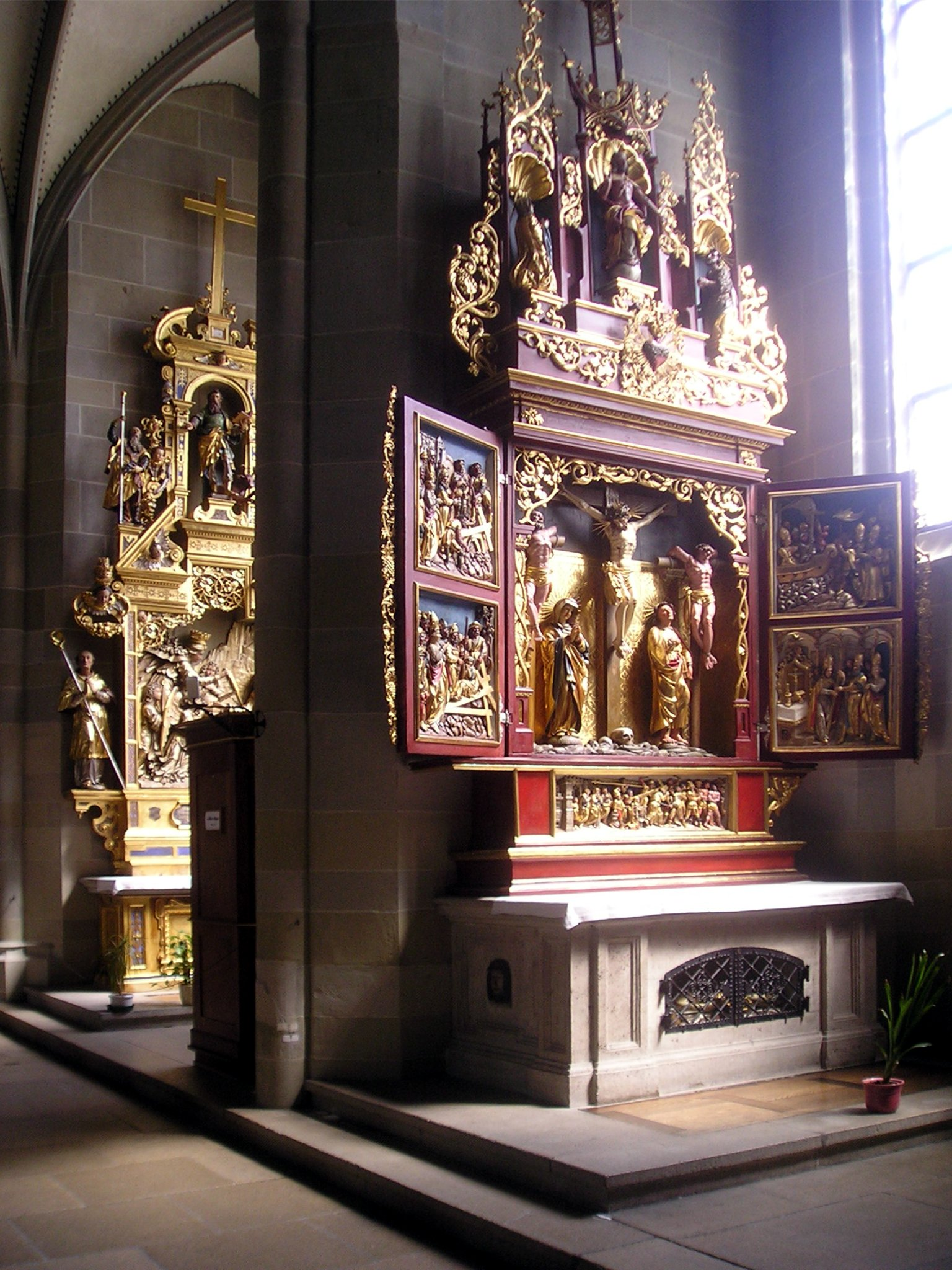
Heilig-Kreuz-Altar
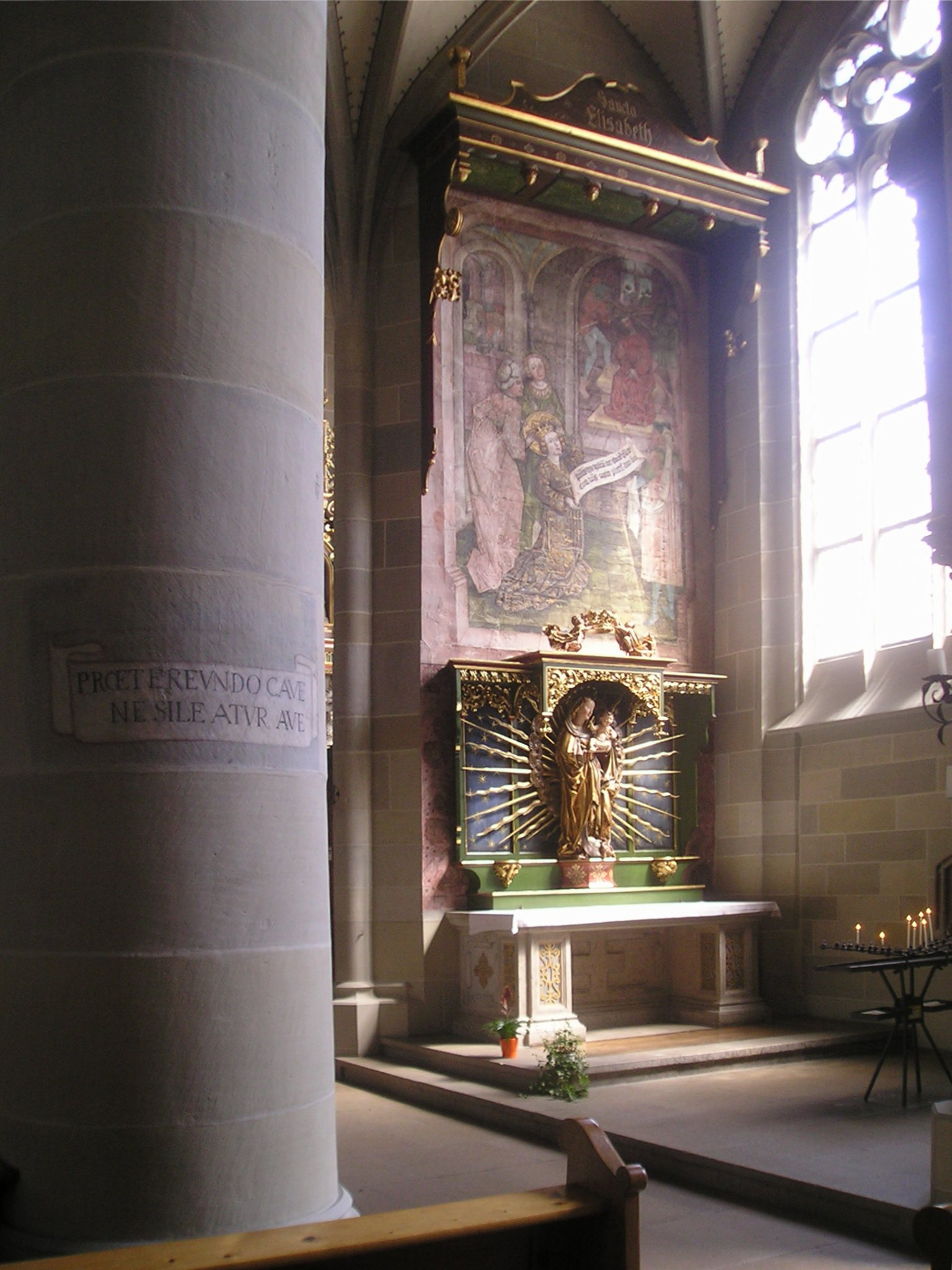
Erhard-Altar
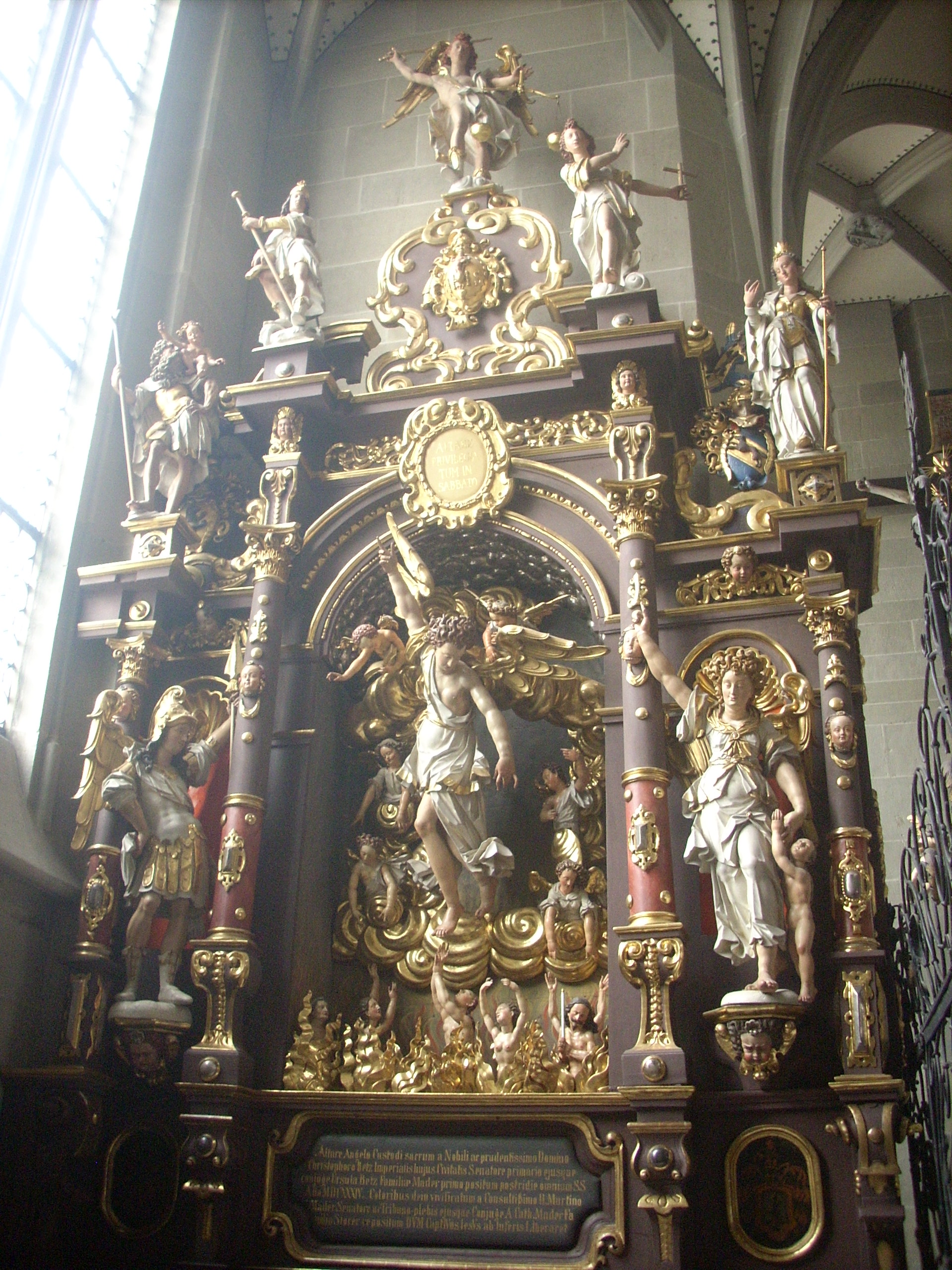
Schutzengel-Altar
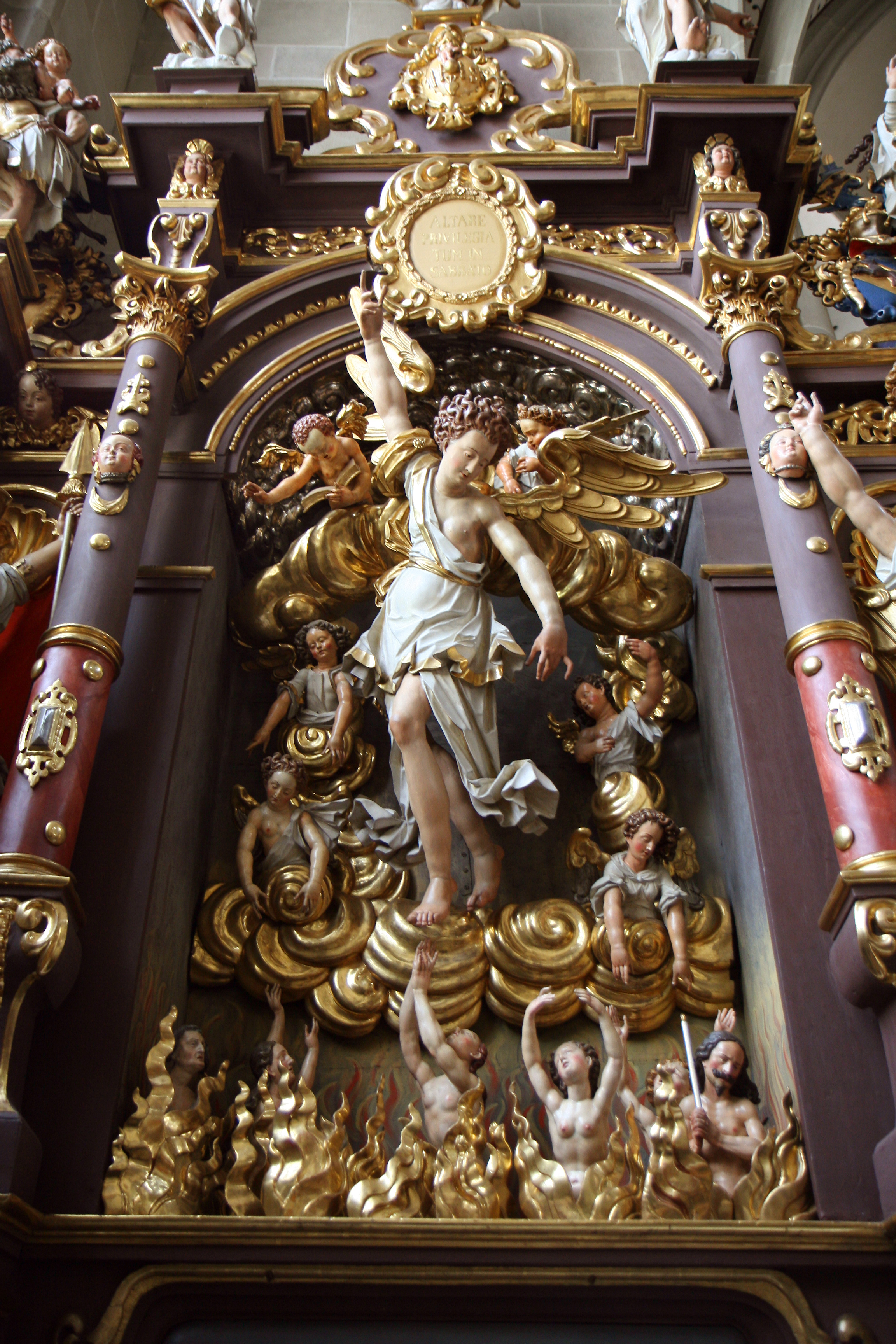
Schutzengel-Altar, Detail

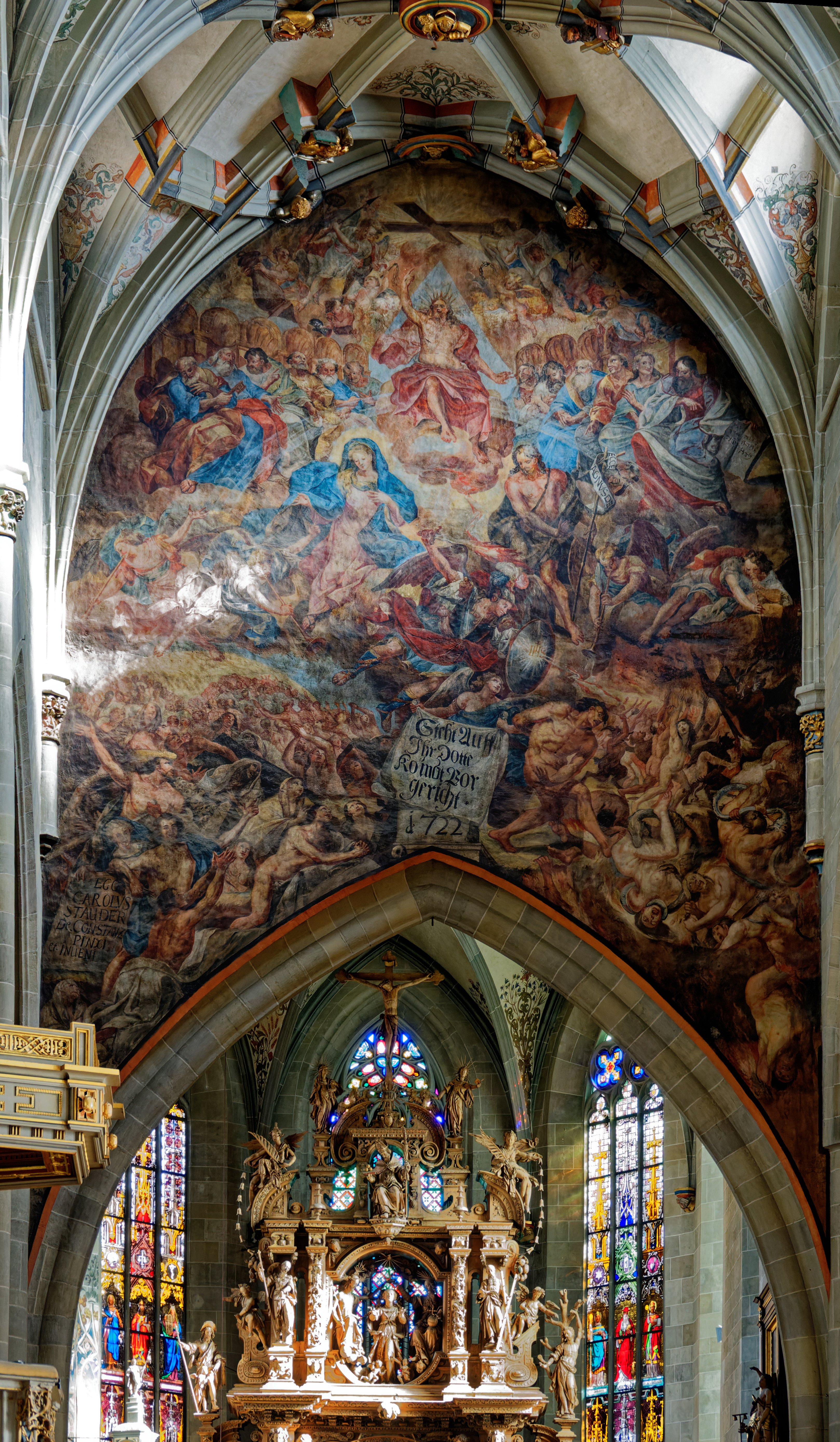
Fresko das jungste Gericht.

### Malereien und Skulpturen
An den Pfeilern des Mittelschiffs sind auf kleinen Konsolen überlebensgroße Holzfiguren der zwölf Apostel und des Erlösers postiert, die aus dem Jahr 1552 stammen.
Die Wand über dem Chorbogen ist mit einem riesigen Fresko bemalt, das das Jüngste Gericht darstellt. Jacob Carl Stauder malte es im Jahr 1722. Es ist vom Laienraum aus gut sichtbar und sollte für die Gläubigen eine ständige Mahnung sein.
In der südwestlichen Vorhalle des Münsters findet sich ein Fresko von Marx Weiß (1563), das eine Schutzmantelmadonna darstellt. Von einem weiteren Fresko von 1493 sind an der Nordseite des Münsters noch Spuren erhalten; es stellte den Tod der Maria und das Jüngste Gericht dar und diente als Schmuck eines Familiengrabes.

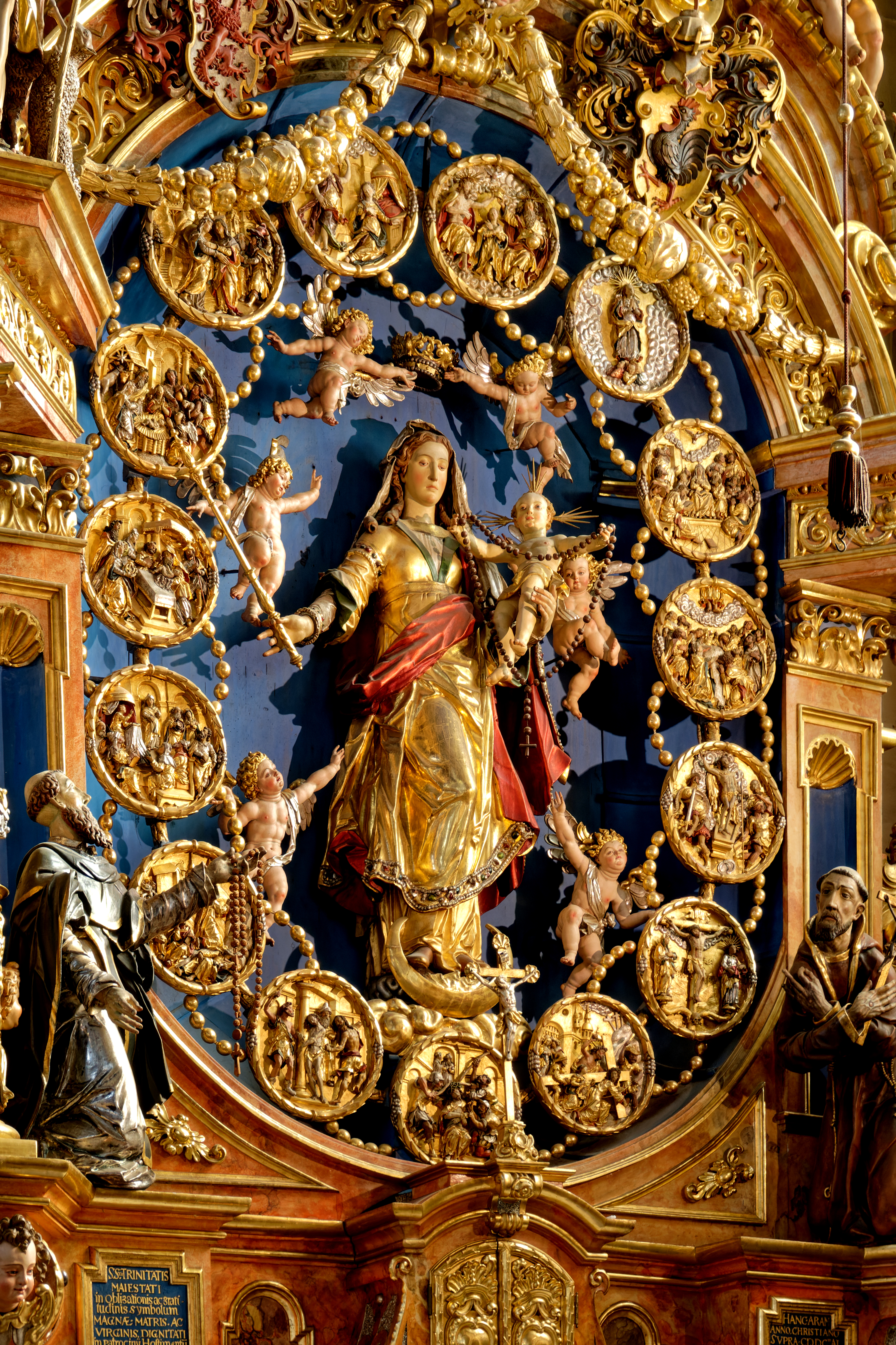
Detail Rosenkranz-Altar
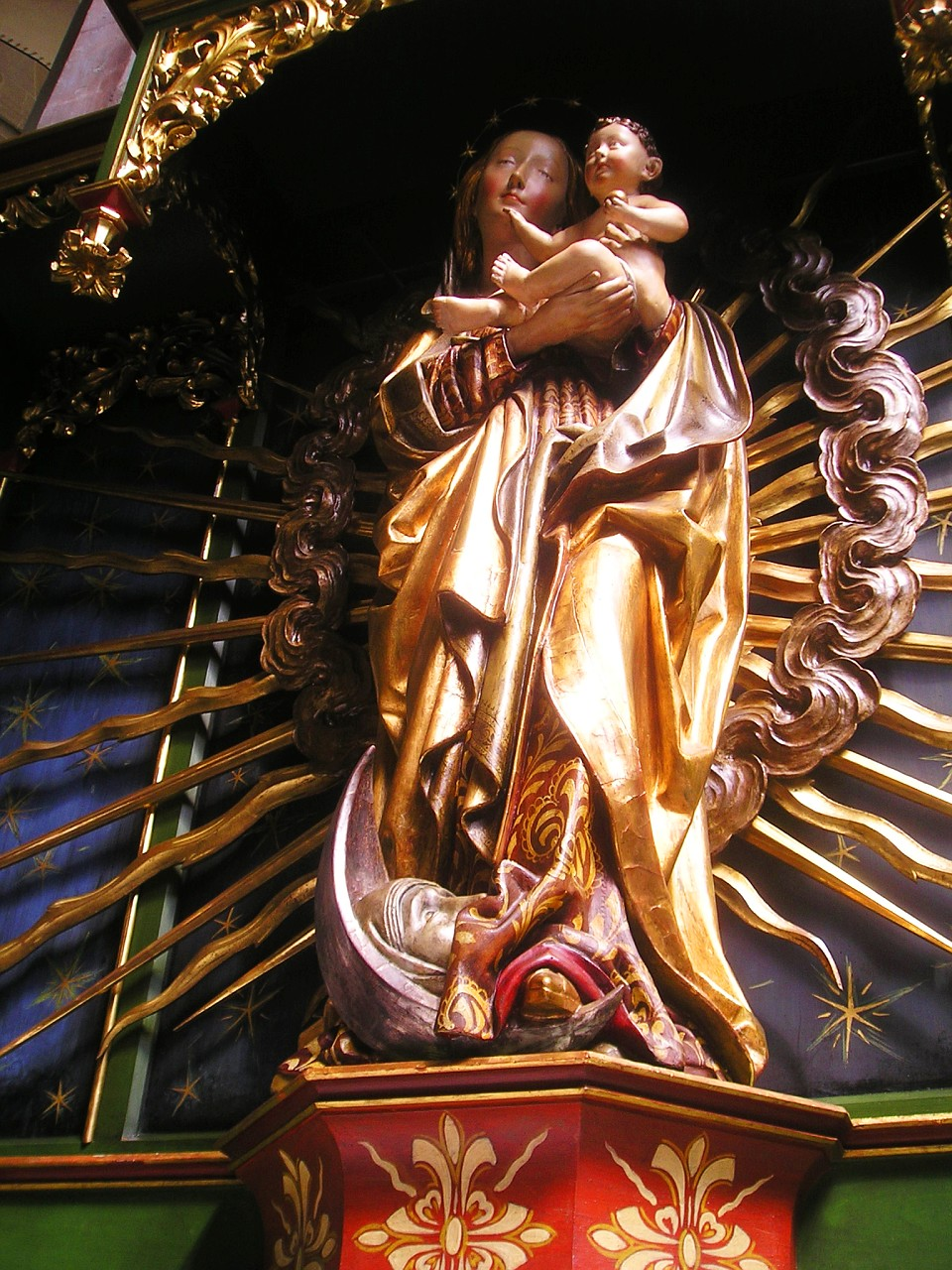
Madonna auf der Mondsichel, 1510 (Gregor Erhart zugeschrieben)
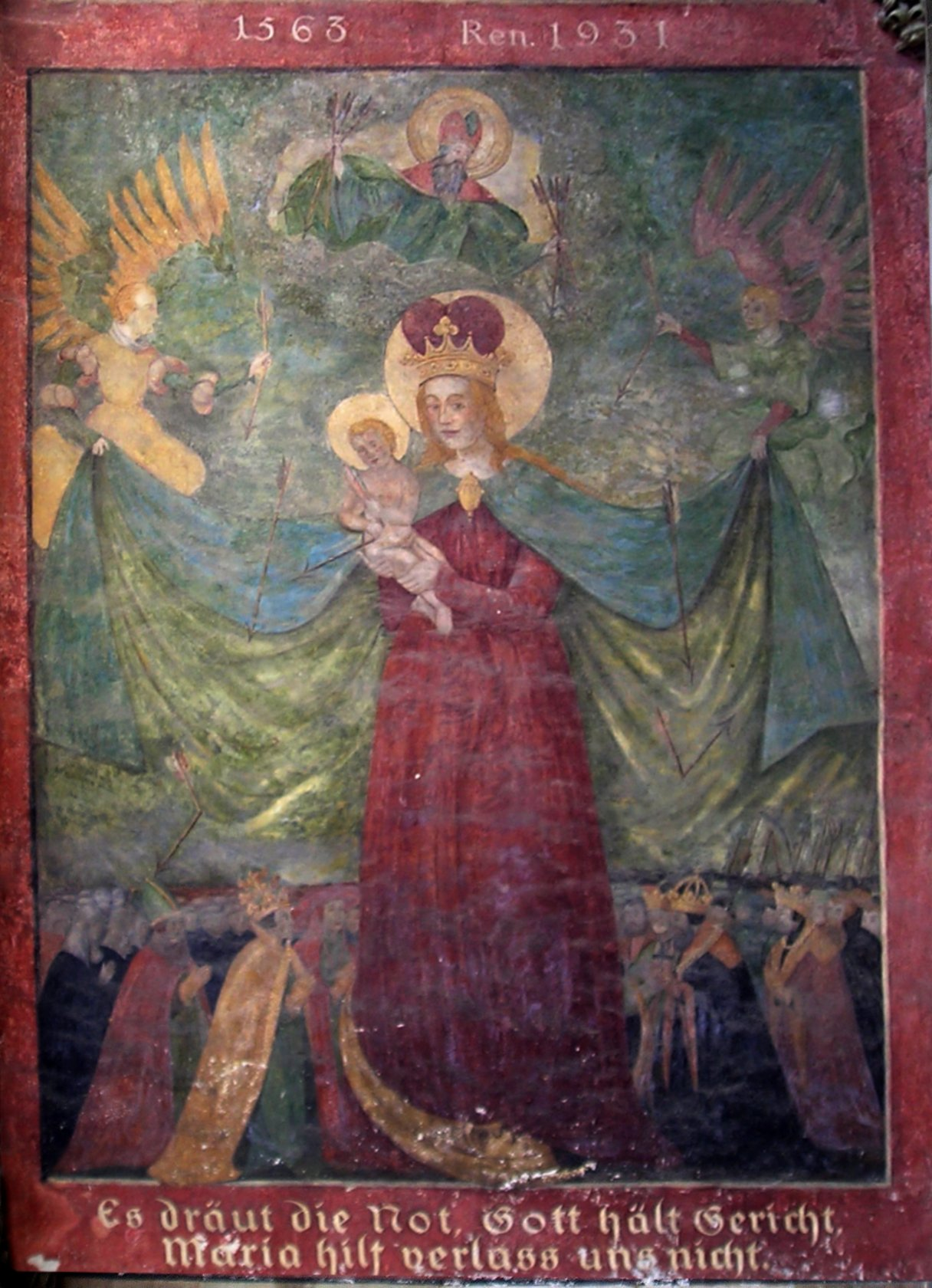
Schutzmantelmadonna von 1563
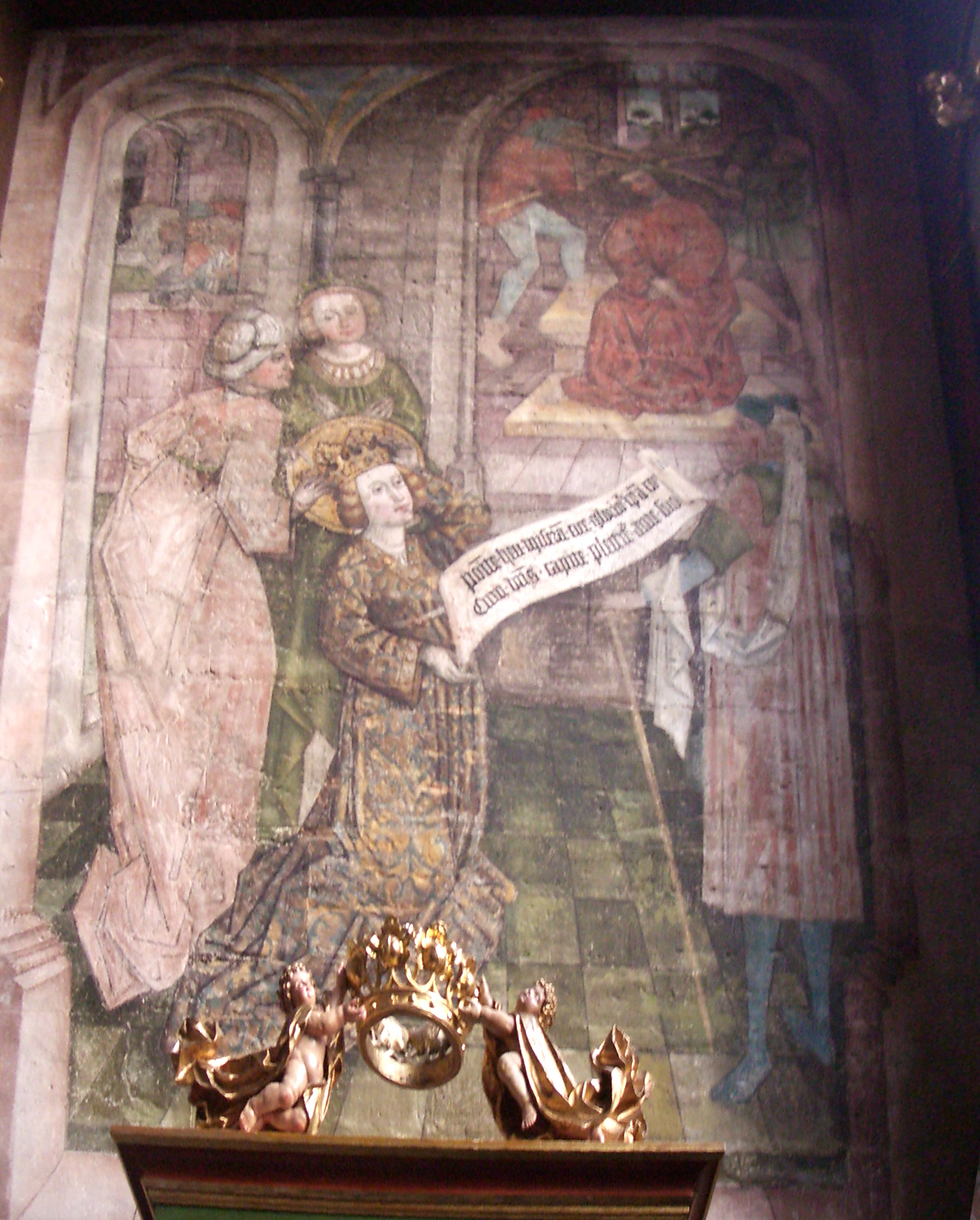
St. Elisabeth (Erhard-Altar)
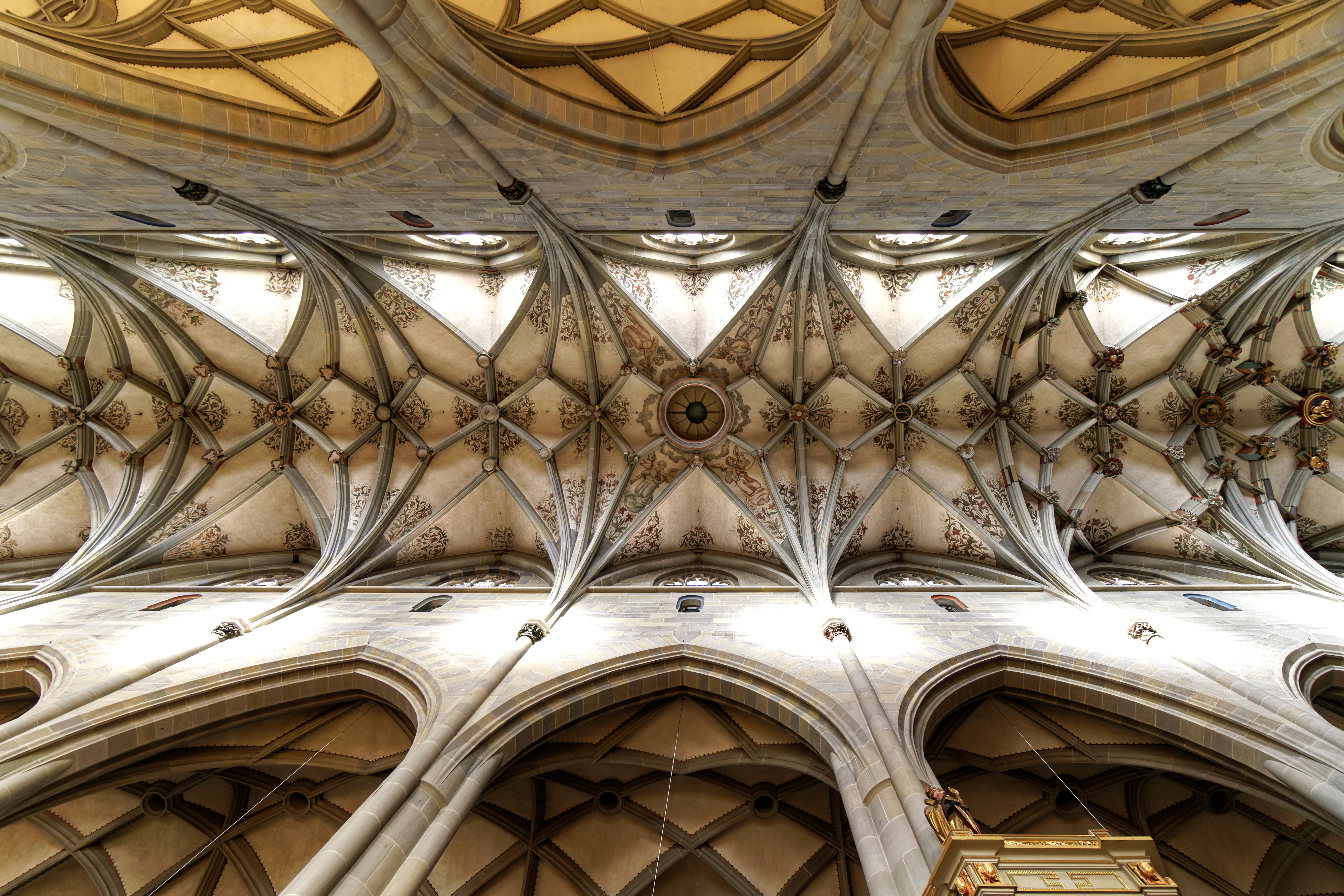
Deckenausmalung

### Orgeln

#### Hauptorgel

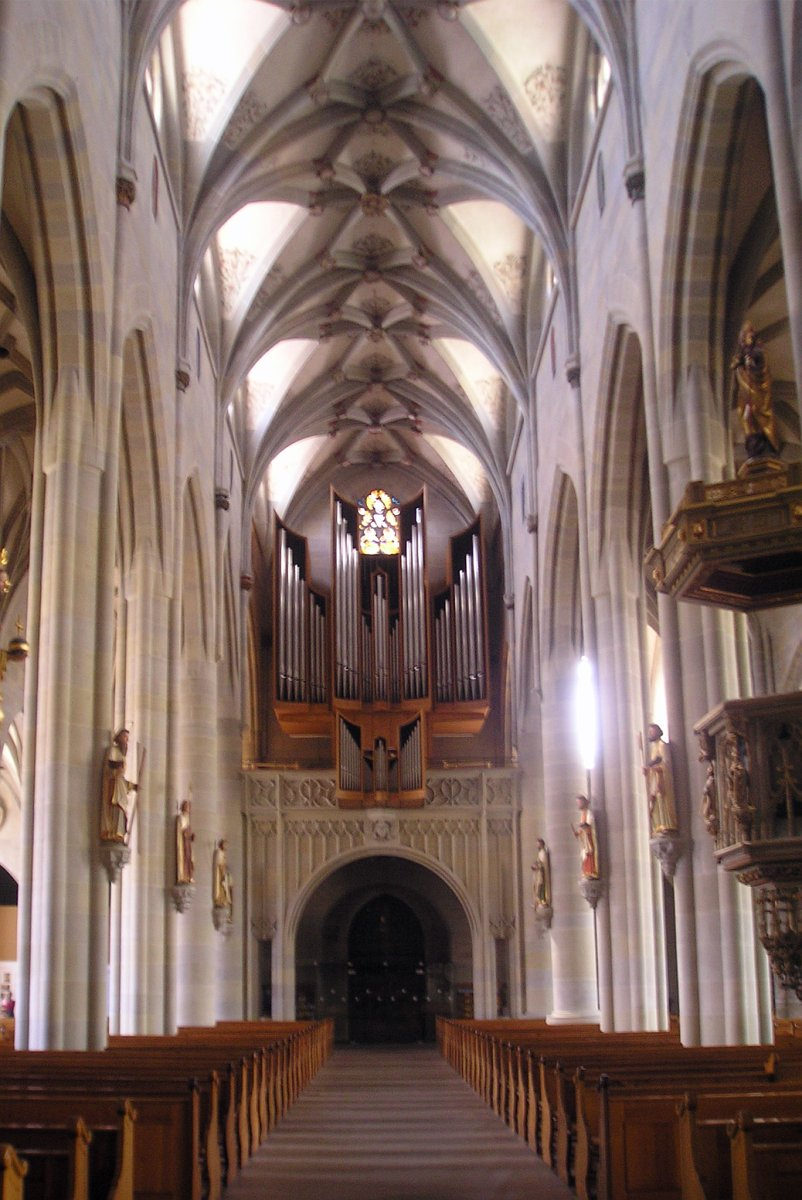
Nikolausorgel

Die Hauptorgel des Münsters, die sogenannte Nikolausorgel, wurde 1968 von den Orgelbaumanufakturen Mönch und Pfaff (Überlingen) gemeinsam erbaut. 1996 erweiterte die Orgelbaufirma Mönch die Disposition um den Untersatz 32′, ersetzte die Septime 1 1/7′ im Schwellwerk durch eine Hautbois 8′ und stattete das Instrument mit einer elektronischen Setzeranlage aus. 2013 sorgte Mönch durch einen Principal 8′ anstelle der bisherigen, 3-chörigen Terzcymbel  im Rückpositiv nochmals für mehr Grundtönigkeit und ersetzte das Gedackt 8′ im Hauptwerk durch eine Flöte mit gleicher Fußzahl. Das Instrument hat 53 Register, mechanische Spieltrakturen und elektrische Registertrakturen.
| I Rückpositiv C–g3 |                  |        |
| 01.                | Prinzipal        | 08′    |
| 02.                | Holzgedackt      | 08′    |
| 03.                | Quintade         | 08′    |
| 04.                | Octave           | 04′    |
| 05.                | Rohrflöte        | 04′    |
| 06.                | Waldflöte        | 02′    |
| 07.                | Sesquialter II 0 | 02 ⁄3′ |
| 08.                | Larigot          | 01 ⁄3′ |
| 09.                | Scharff IV       | 01′    |
| 10.                | Dulcian          | 16′    |
| 11.                | Vox humana       | 08′    |
|                    | Tremulant        |        |

| II Hauptwerk C–g3 |                  |        |
| 12.               | Praestant        | 16′    |
| 13.               | Bourdon          | 16′    |
| 14.               | Prinzipal        | 08′    |
| 15.               | Flöte            | 08′    |
| 16.               | Gemshorn         | 08′    |
| 17.               | Octav            | 04′    |
| 18.               | Spillflöte       | 04′    |
| 19.               | Quinte           | 02 ⁄3′ |
| 20.               | Superoctav       | 02′    |
| 21.               | Großmixtur IV–VI | 02′    |
| 22.               | Kleinmixtur III  | 01⁄2′  |
| 23.               | Cornett V        | 08′    |
| 24.               | Trompete         | 08′    |
| 25.               | Clairon          | 04′    |

| III Schwellwerk C–g3 |                     |         |
| 26.                  | Prinzipal           | 08′     |
| 27.                  | Rohrgedackt         | 08′     |
| 28.                  | Salicional          | 08′     |
| 29.                  | Schwebung           | 08′     |
| 30.                  | Octav               | 04′     |
| 31.                  | Blockflöte          | 04′     |
| 32.                  | Nasat               | 02 ⁄3′  |
| 33.                  | Flachflöte          | 02′     |
| 34.                  | Terz                | 01 3⁄5′ |
| 35.                  | Octävlein           | 01′     |
| 36.                  | Acuta IV–VI         | 01⁄3′   |
| 37.                  | Fagott              | 16′     |
| 38.                  | Trompete harmonique | 08′     |
| 39.                  | Hautbois            | 08′     |
| 40.                  | Schalmey            | 04′     |
|                      | Tremulant           |         |

| Pedalwerk C–f1 |                |         |
| 41.            | Untersatz      | 32′     |
| 42.            | Prinzipal      | 16′     |
| 43.            | Subbass        | 16′     |
| 44.            | Kupferoctav    | 08′     |
| 45.            | Spitzgambe     | 08′     |
| 46.            | Choralbass     | 04′     |
| 47.            | Nachthorn      | 02′     |
| 48.            | Hintersatz IV  | 02 1⁄3′ |
| 49.            | Contrafagott 0 | 32′     |
| 50.            | Posaune        | 16′     |
| 51.            | Trompete       | 08′     |
| 52.            | Zink           | 04′     |
| 53.            | Cornett        | 02′     |

- Koppeln: I/II, III/II, III/I, I/P, II/P, III/P (Nr. 14–16, 29, 44, 45)

#### Chororgel

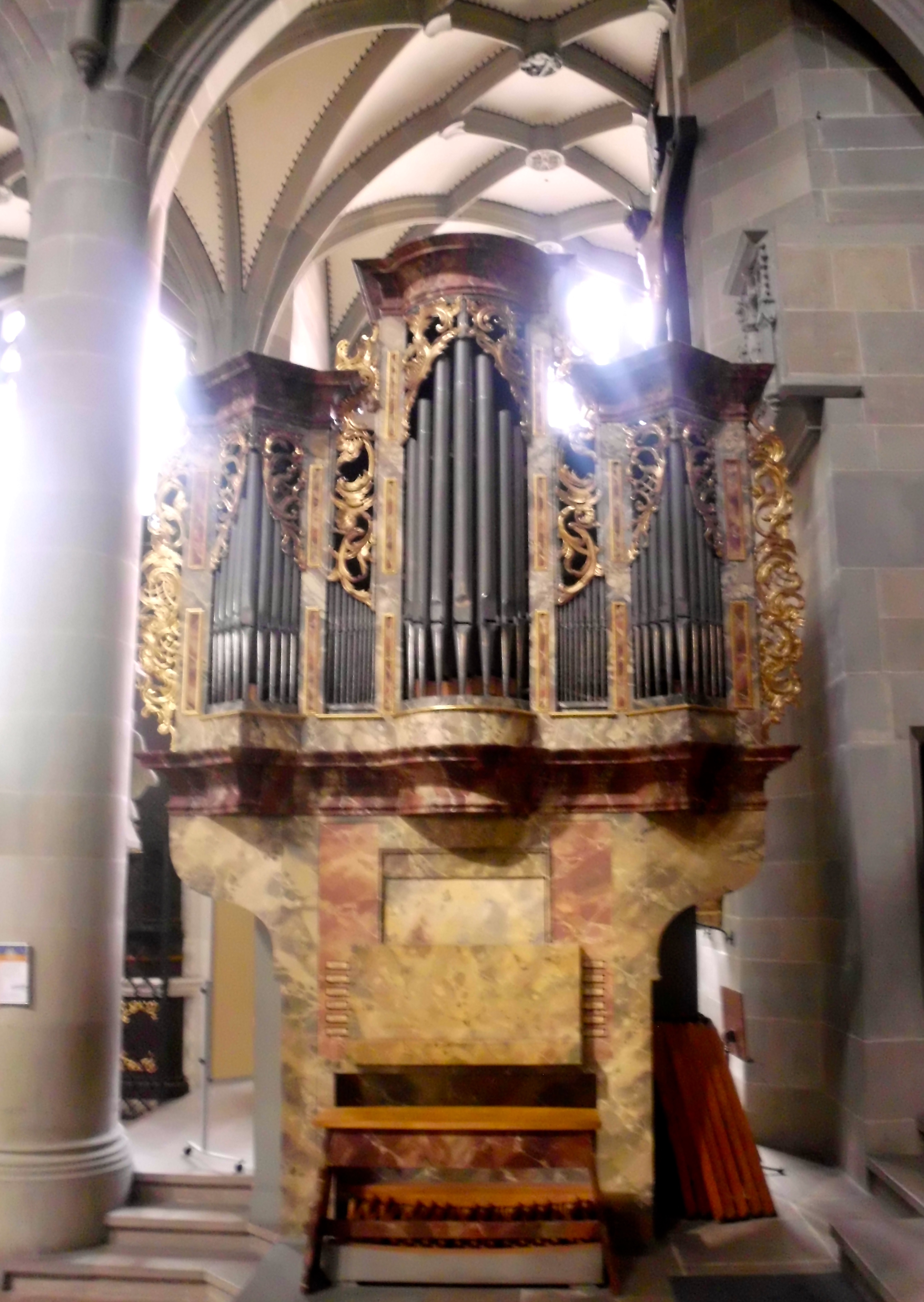
Marienorgel

Die Chororgel, sog. Marienorgel, wurde 1761 vom „Würzburger Hof-Orgelmacher“ Johann Philipp Seuffert für die Pfarrkirche St. Andreas im unterfränkischen Erlabrunn gebaut. In den Jahren 1966/1967 wurde die Erlabrunner Pfarrkirche umgebaut und im Sinne des damaligen Zeitgeistes purifiziert. Dieser Maßnahme fiel letztlich auch die Seuffert-Orgel zum Opfer. Sie wurde abgebaut und vom Orgelbaumeister Norbert Krieger für den Bau einer neuen Orgel in Zahlung genommen. Fast per Zufall entdeckte Erich Hildenbrand von der Überlinger Pfeifenwerkstatt Hildenbrand und Brede die Orgel in Kriegers Orgelbauwerkstatt und teilte seine Entdeckung dem befreundeten damaligen Überlinger Organisten und Chordirektor Anton Johannes Schmid mit. Nachdem sich dieser für den Kauf der Orgel eingesetzt hatte, wurde sie am 10. März 1975 im Münster aufgestellt.
| Manualwerk C–c3 |       |
| Prinzipal       | 8′    |
| Gedeckt         | 8′    |
| Salizional      | 8′    |
| Piffaro         | 8′    |
| Oktav           | 4′    |
| Flöte           | 4′    |
| Quinte          | 2 ⁄3′ |
| Superoktav      | 2′    |
| Mixtur          |       |
| Cornett         |       |

| Pedalwerk C–d1 |     |
| Subbass        | 16′ |
| Oktavbass      | 8′  |

- Koppel: Fußkoppel Man./Ped.

### Glocken
Das Geläut aus acht Glocken wurde in seinem Bestand seit 1741 nicht verändert und stellt somit das historisch bedeutendste seiner Art in Baden-Hohenzollern dar. Die separat im Südturm hängende Osanna wird zu den eindrucksvollsten Glocken ihrer Zeit gezählt. Das um 1200 entstandene Totenglöckchen ist die älteste noch in Zuckerhutform gegossene Glocke im Raum Baden-Hohenzollern. Die Glockenstühle stammen aus dem Mittelalter.

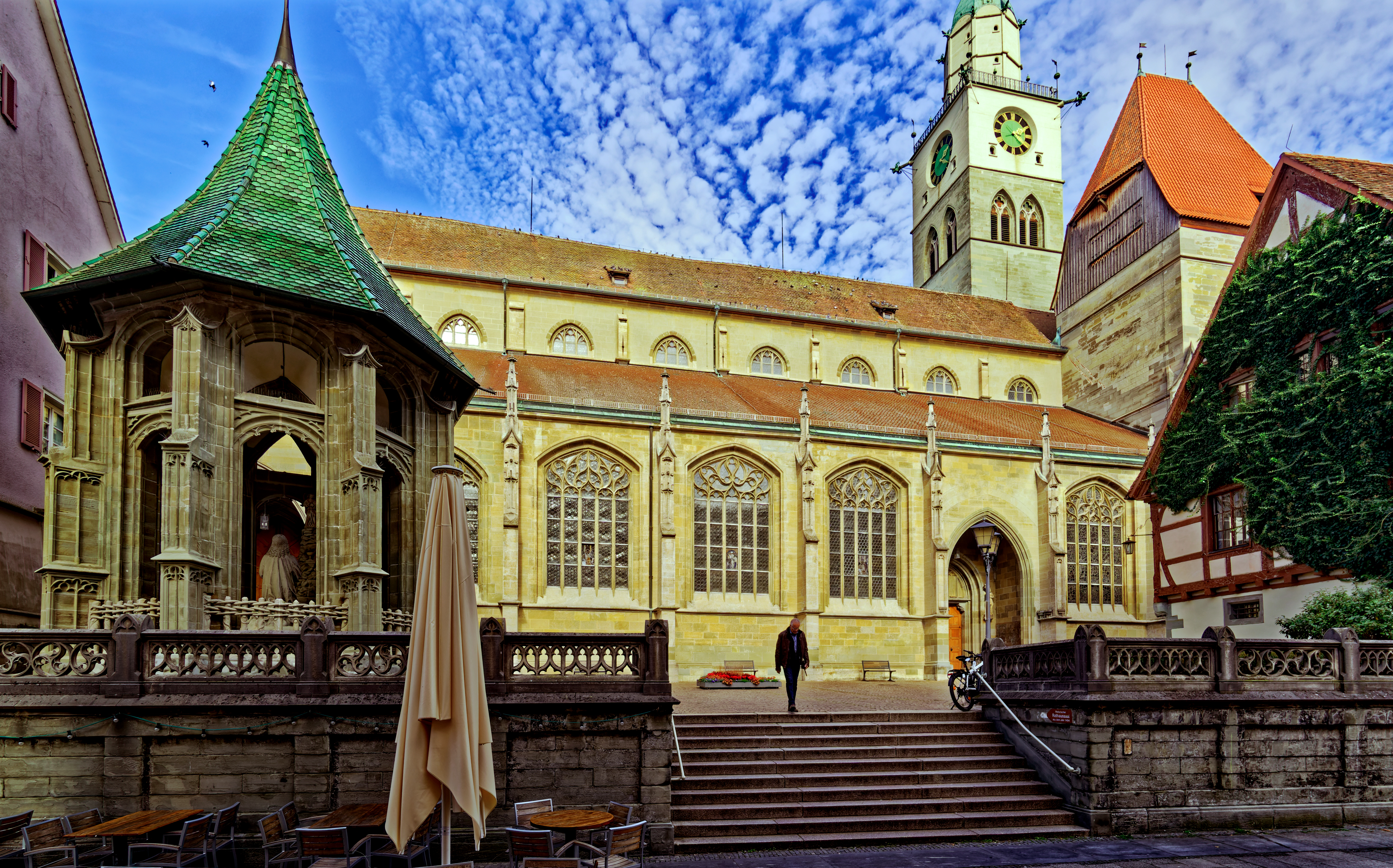
Der Ölberg links vor St. Nikolaus.

| Glocke | Name                                 | Gussjahr  | Gießer                                  | Durchmesser | Masse     | Schlagton (16tel) |
| ------ | ------------------------------------ | --------- | --------------------------------------- | ----------- | --------- | ----------------- |
| 1      | Osanna                               | 1444      | Ulrich Snabelburg, St. Gallen           | ≈ 1960 mm   | ≈ 6800 kg | Ais°−3            |
| 2      | Spitälerin oder Sturmglocke          | 1585      | Hans Frey, Kempten                      | ≈ 1570 mm   | ≈ 2800 kg | d¹−3              |
| 3      | Metzlerin, Mettglocke                | 1741      | Peter Ernst, Lindau                     | ≈ 1420 mm   | ≈ 2200 kg | dis¹ −5           |
| 4      | Chor- und Schülerglocke              | 1609      | Johann Heinrich Lamprecht, Schaffhausen | ≈ 1120 mm   | ≈ 1100 kg | fis¹−6            |
| 5      | Spätwacht, Lumpenglocke              | 1577      | Hans Frey, Kempten                      | ≈ 0840 mm   | ≈ 0400 kg | h¹+1              |
| 6      | Dreiviertel- oder Evangelistenglocke | ≈ 15. Jh. | anonym                                  | ≈ 0660 mm   | ≈ 0200 kg | f²±0              |
| 7      | Totenglöckchen                       | ≈ 1200    | anonym                                  | ≈ 0560 mm   | ≈ 0090 kg | c³ ±0             |
| 8      | Mess- oder Sanctusglöckchen          | 1714      | Johann Baptist Ernst (III.), Lindau     | ≈ 0420 mm   | ≈ 0050 kg | cis³−6            |

### Schwedenkugel

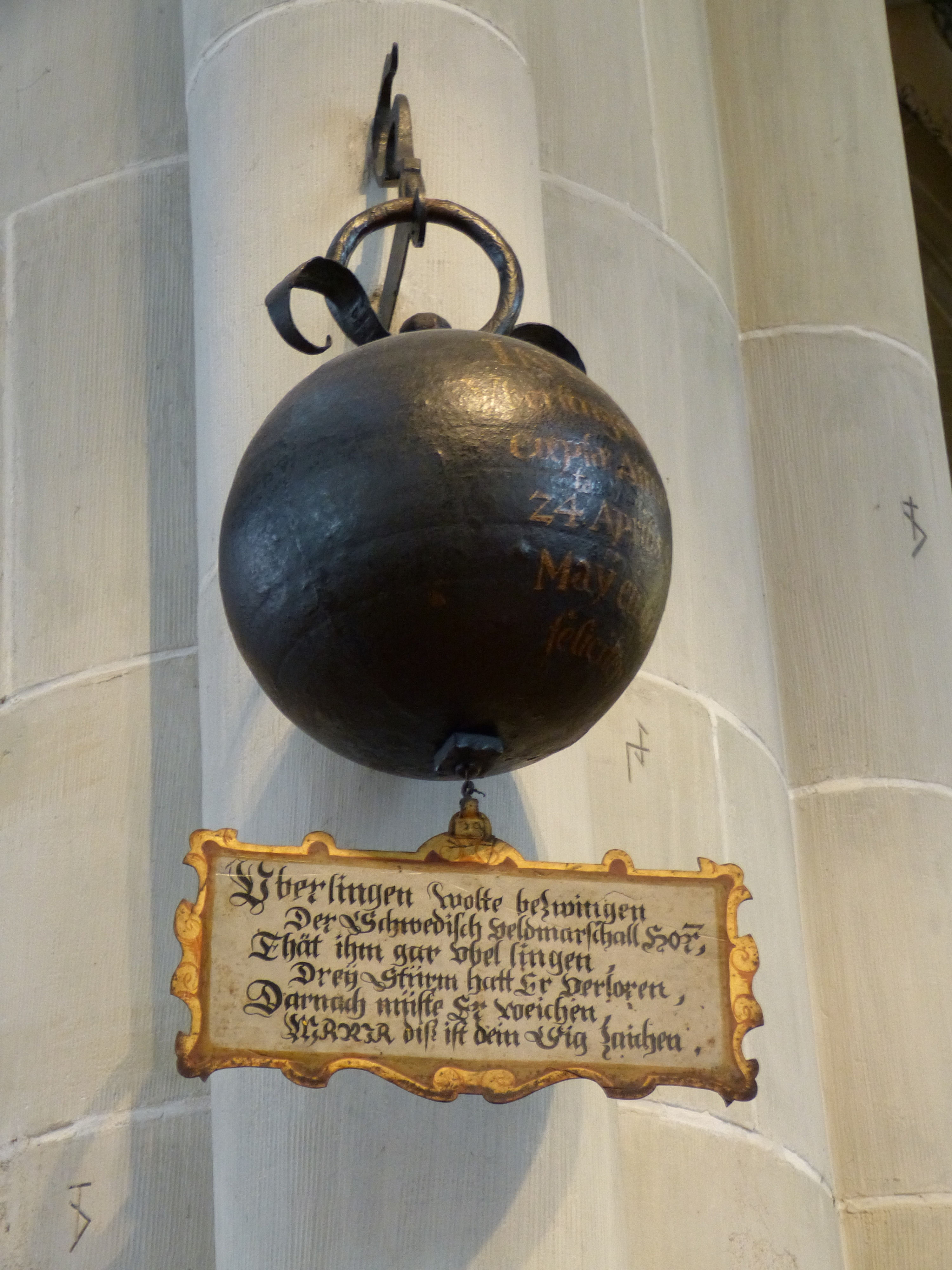
Kanonenkugel aus der Belagerung im Münster von Überlingen

Die ersten Geschützkugeln vom Angriff der Schweden im Dreißigjährigen Krieg auf Überlingen im Jahr 1634 wurden in die Kirchen getragen und von Geistlichen „benediceret“, um ihre schädliche Wirkung zu neutralisieren. Eine Schwedenkugel wurde im Überlinger Münster zum Dank an die Rettung und zur Erinnerung aufgehängt.

## Ölberg
Südlich der Kirche steht der so genannte Ölberg, ein halboffener Pavillon, der eine monumentale Statue des betenden Christus beherbergt. Er wurde 1469 von Elbeth Küfferin, einer Überlinger Witwe, gestiftet. Mit der Ausführung des spätgotischen Bauwerks wurde 1493 begonnen. Die acht Stützen tragen im Inneren ein Sterngewölbe. Das Oktogon wurde wohl ursprünglich durch ein durchbrochenes Dach bedeckt. Im Zuge von Freilegungsmaßnahmen rund um das Münster Ende des 19. Jahrhunderts, erwog man auch eine Versetzung des Pavillons, zu der es dann doch nicht kam. Ende der 1970er Jahre fanden Restaurierungsarbeiten statt, wobei der Ölberg unter anderem die grün glasierten Dachziegel erhielt. Von 2016 bis 2018 fanden die letzten Sanierungs- und Restaurierungsarbeiten statt, bei dem vor allem der beschädigte rustizierte Sockel aus Sandstein wiederhergestellt wurde.